# Яблонский, Даниэль-Эрнст
Даниэль-Эрнст Яблонский (20 ноября 1660 года, Nassenhuben (Mokry Dwór), Королевская Пруссия, Корона Королевства Польского — 25 мая 1741 года, Берлин) — немецкий теолог и реформатор чешского происхождения, известный своими усилиями по созданию унии между протестантами-лютеранами и кальвинистами.

## Жизнь
Яблонский родился в деревне Нассенхубен, близ Данцига (Гданьск). Его отец, Питер Фигул, был министром Братского единения (лат. Unitas fratrum; чеш. Jednota bratrská); Вместо отцовской, сын предпочёл богемскую фамилию Яблонский (Яблонски), основанную на топониме (то есть топонимическую фамилию) — месте рождения его отца — Яблонне-над-Орличи. Он был младшим братом Яна Теодора Яблонского.
Его дед по материнской линии, Ян Амос Коменский — чешский педагог-гуманист, писатель, епископ Чешскобратской церкви, основоположник педагогики как самостоятельной дисциплины, систематизатор и популяризатор классно-урочной системы.
Учившись во Франкфурте (на Одере) и в Оксфорде, Яблонский начал свою карьеру проповедника в Магдебурге в 1683 году, а затем с 1686 по 1691 год возглавлял Братский колледж в польском Лешно (нем. Lissa), в должности, которую занимал его дед. Рукоположенный епископом Единства церквей в Польше, он был поддерживаем курфюрстом Фридрихом Вильгельмом I Бранденбургским и королем Пруссии, для обеспечения апостольской преемственности Моравской церкви, и рукоположил Давида Ничмана епископом в Берлине в 1735 году. 